# Kansas City Current
Il Kansas City Current  è una società calcistica professionistica statunitense di calcio femminile con sede a Kansas City, nello stato federato del Missouri. Gioca le partite casalinghe presso il CPKC Stadium.
Fondata nel dicembre 2020, dalla stagione 2021 la squadra milita nella National Women's Soccer League (NWSL), massima serie del campionato femminile statunitense.

## Storia
Dal 2012 al 2017 Kansas City, nello stato federato del Missouri, fu sede dell'FC Kansas City, club femminile due volte campione della National Women's Soccer League. Quando nel 2017 la società fu sciolta, i suoi beni e le calciatrici furono trasferiti alla squadra di espansione Utah Royals FC. Tre anni dopo anche i Royals hanno cessarono le attività,, cosicché un gruppo di imprenditori con sede a Kansas City, guidato dai dirigenti finanziari Angie e Chris Long, ne approfittarono per assicurarsi una squadra di espansione, insieme ai beni e alle giocatrici dei Royals, il 7 dicembre 2020. Brittany Mahomes, moglie del quarterback della NFL Patrick Mahomes ed già attaccante della squadra di calcio femminile universitario dell'University of Texas at Tyler, acquistò una quota della squadra. Nel gennaio 2023, anche Patrick Mahomes divenne membro del gruppo proprietario.

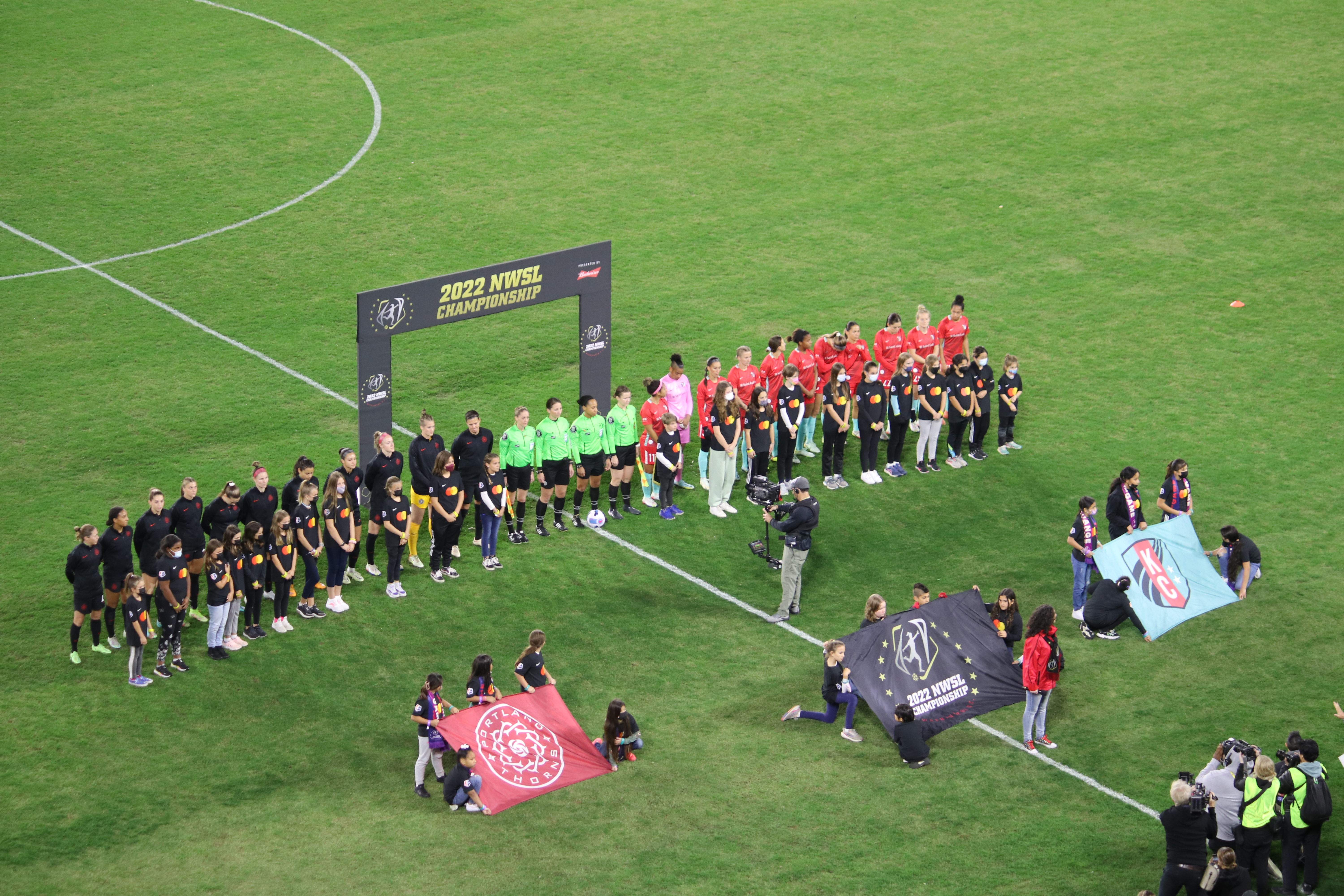
Kansas City Current e Portland Thorns schierate per la finale dei play-off della NSWL 2022.

Nel 2021 la squadra venne iscritta al campionato di NWSL con la denominazione provvisoria "Kansas City NSWL". La stagione regolare venne conclusa al decimo ed ultimo posto. Nel corso dell'ultima giornata di campionato venne rivelato lo stemma societario e "Kansas City Current" come denominazione definitiva della squadra. Nonostante la stagione 2022 non fosse iniziata bene, visti gli infortuni di Samantha Mewis e Lynn Williams, la squadra raggiunse le semifinali della NWSL Challenge Cup, dove venne sconfitta dal North Carolina Courage. In campionato la squadra realizzò una serie di tredici partite consecutive senza sconfitte, concludendo la stagione regolare al quinto posto, accedendo alla fase play-off per la prima volta. Nei play-off sconfisse prima lo Houston Dash e poi l'OL Reign, raggiungendo la finale per l'assegnazione del titolo. In finale prevalse il Portland Thorns per 2-0. La stagione 2023, invece, vide il Kansas City Current concludere la stagione regolare di NWSL all'undicesimo e penultimo posto, mentre aveva nuovamente raggiunto le semifinali della NWSL Challenge Cup, venendo sconfitta ancora dal North Carolina Courage.

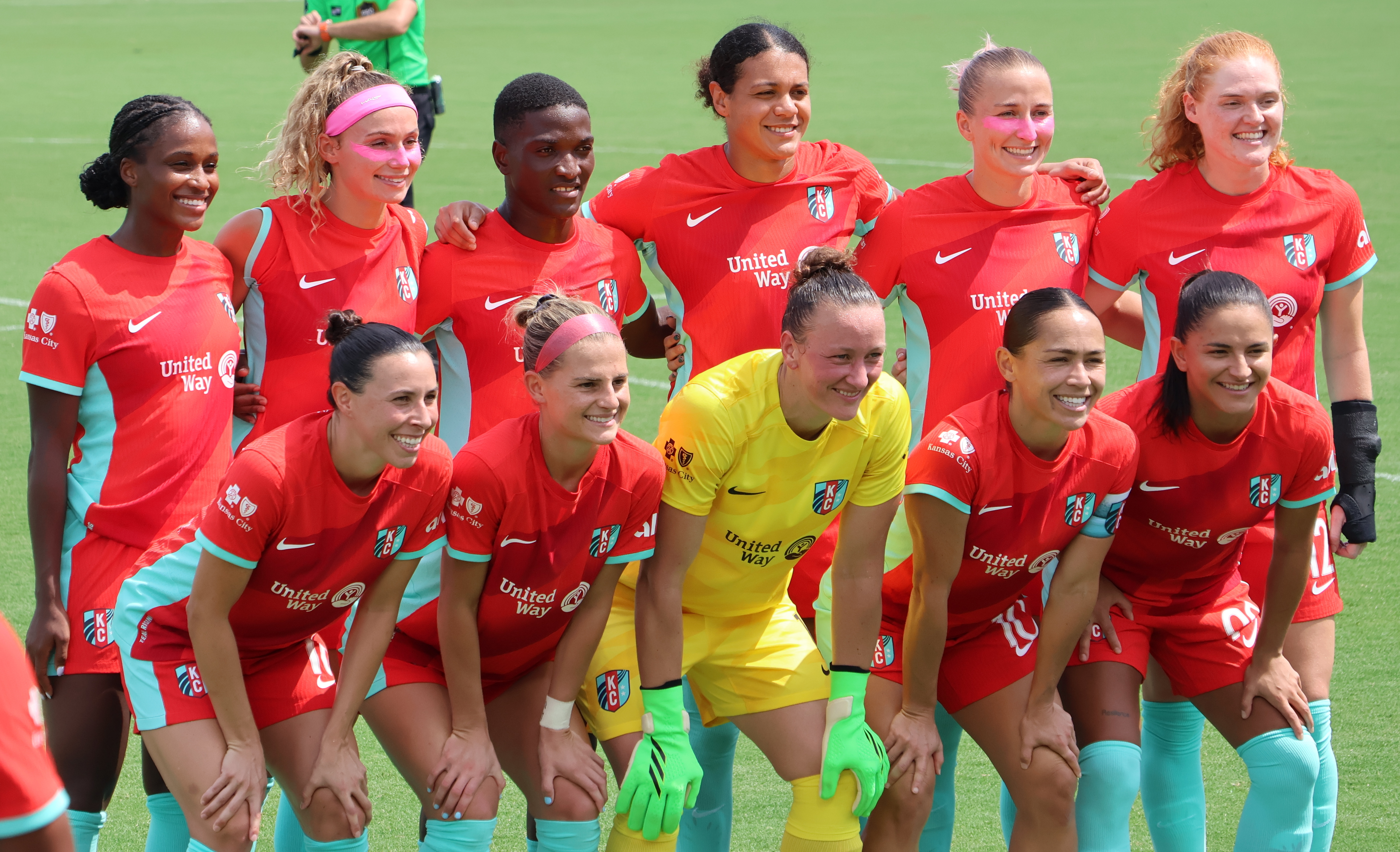
Formazione per la partita di NWSL 2024 contro il North Carolina Courage.

La stagione 2024 è stata caratterizzata dal trasferimento al CPKC Stadium, costruito con finanziamenti privati e dedicato alle sole competizioni di calcio femminile, dopo che all'ultima giornata del campionato 2023 era stato segnato il record di affluenza al Children's Mercy Park con più di 15 000 spettatori. Inoltre, Vlatko Andonovski, già allenatore della nazionale femminile statunitense, venne nominato nuovo allenatore della squadra. In estate ha preso parte all'edizione inaugurale della NWSL x Liga MX Femenil Summer Cup, una competizione tra le squadre di NWSL e le squadre della Liga MX Femenil. Dopo aver vinto il gruppo C, prima ha vinto la semifinale contro il N. Carolina Courage e poi il 25 ottobre ha vinto la finale contro il NJ/NY Gotham con una doppietta di Temwa Chawinga. In campionato ha concluso la stagione regolare al quarto posto, accedendo ai play-off per il titolo: dopo aver battuto il North Carolina Courage nei quarti di finale, ha perso la semifinale contro l'Orlando Pride. Inoltre, con 57 reti realizzate la squadra ha segnato il record di marcature in una stagione regolare di NWSL.

## Colori e simboli

### Colori
I colori ufficiali e lo stemma del club vennero resi ufficiali il 30 ottobre 2021, nel corso dell'intervallo dell'ultima partita del NWSL. I colori sociali sono il blu tè e il rosso: il blu tè simboleggia l'ottimismo, la speranza e l'inclusione, mentre il rosso cuore simboleggia la posizione della squadra nel cuore del paese.

### Simboli ufficiali
Il club adottò un primo stemma provvisorio in avvio della stagione 2021, mentre lo stemma definitivo venne presentato il 30 ottobre 2021. Nello stemma viene stilizzata la corrente di un fiume, a simboleggiare l'andare oltre i confini degli stemmi tradizionali dei club calcistici, nonché rappresentare le atlete forti e promettenti. Nello stemma è presente l'acronimo KC di Kansas City in forma verticale e due stelle a rappresentare i due stati del Kansas e del Missouri.

Stemma in uso nella stagione inaugurale del club del 2021

## Palmarès
- NWSL x Liga MX Femenil Summer Cup: 1

2024

## Statistiche

### Partecipazione ai campionati
| Livello | Categoria                      | Partecipazioni | Debutto | Ultima stagione | Totale |
| ------- | ------------------------------ | -------------- | ------- | --------------- | ------ |
| 1º      | National Women's Soccer League | 4              | 2021    | 2024            | 4      |

### Partecipazione alle coppe
| Competizione       | Partecipazioni | Debutto | Ultima stagione | Totale |
| ------------------ | -------------- | ------- | --------------- | ------ |
| NWSL Challenge Cup | 3              | 2021    | 2023            | 3      |

## Organico

### Rosa 2024
Rosa, ruoli e numeri di maglia come da sito ufficiale, aggiornati al 20 luglio 2024.
| N. |                        | Ruolo | Calciatrice               |
| -- | ---------------------- | ----- | ------------------------- |
| 2  | Stati Uniti (bandiera) | D     | Regan Steigleder          |
| 3  | Svezia (bandiera)      | D     | Hanna Glas                |
| 4  | Stati Uniti (bandiera) | D     | Hailie Mace               |
| 5  | Stati Uniti (bandiera) | D     | Ellie Wheeler             |
| 6  | Malawi (bandiera)      | A     | Temwa Chawinga            |
| 7  | Stati Uniti (bandiera) | D     | Elizabeth Ball            |
| 8  | Canada (bandiera)      | A     | Nichelle Prince           |
| 9  | Brasile (bandiera)     | A     | Bia Zaneratto             |
| 10 | Stati Uniti (bandiera) | C     | Lo'eau LaBonta            |
| 11 | Canada (bandiera)      | C     | Desiree Scott             |
| 12 | Danimarca (bandiera)   | D     | Stine Ballisager Pedersen |
| 14 | Stati Uniti (bandiera) | C     | Claire Hutton             |
| 16 | Stati Uniti (bandiera) | C     | Vanessa DiBernardo        |
| 17 | Stati Uniti (bandiera) | A     | Michelle Cooper           |

| N. |                        | Ruolo | Calciatrice        |
| -- | ---------------------- | ----- | ------------------ |
| 18 | Stati Uniti (bandiera) | D     | Izzy Rodriguez     |
| 20 | Stati Uniti (bandiera) | D     | Mallory Weber      |
| 21 | Stati Uniti (bandiera) | P     | Adrianna Franch    |
| 22 | Stati Uniti (bandiera) | C     | Bayley Feist       |
| 24 | Stati Uniti (bandiera) | D     | Gabrielle Robinson |
| 25 | Stati Uniti (bandiera) | A     | Kristen Hamilton   |
| 29 | Stati Uniti (bandiera) | P     | Jordan Silkowitz   |
| 30 | Stati Uniti (bandiera) | P     | Hope Hisey         |
| 47 | Stati Uniti (bandiera) | C     | Alex Pfeiffer      |
| 77 | Stati Uniti (bandiera) | A     | Alexa Spaanstra    |
| 78 | Brasile (bandiera)     | D     | Lauren             |
| 94 | Francia (bandiera)     | A     | Claire Lavogez     |
| 99 | Brasile (bandiera)     | C     | Debinha            |

### Rosa 2021
Rosa, ruoli e numeri di maglia come da sito ufficiale, aggiornati al 14 agosto 2021.
| N. |                          | Ruolo | Calciatrice         |
| -- | ------------------------ | ----- | ------------------- |
| 0  | Stati Uniti (bandiera)   | P     | Katelyn Rowland     |
| 1  | Stati Uniti (bandiera)   | P     | Abby Smith          |
| 2  | Scozia (bandiera)        | D     | Rachel Corsie       |
| 3  | Stati Uniti (bandiera)   | D     | Kristen Edmonds     |
| 4  | Stati Uniti (bandiera)   | C     | Hailie Mace         |
| 5  | Stati Uniti (bandiera)   | D     | Sydney Miramontez   |
| 6  | Nuova Zelanda (bandiera) | D     | Katie Bowen         |
| 7  | Stati Uniti (bandiera)   | D     | Elizabeth Ball      |
| 9  | Stati Uniti (bandiera)   | C     | Lo'eau LaBonta      |
| 11 | Canada (bandiera)        | C     | Desiree Scott       |
| 13 | Stati Uniti (bandiera)   | A     | Darian Jenkins      |
| 14 | Stati Uniti (bandiera)   | C     | Gaby Vincent        |
| 15 | Stati Uniti (bandiera)   | A     | Michele Vasconcelos |
| 16 | Stati Uniti (bandiera)   | A     | Jaycie Johnson      |
| 17 | Stati Uniti (bandiera)   | A     | Arielle Ship        |

| N. |                        | Ruolo | Calciatrice         |
| -- | ---------------------- | ----- | ------------------- |
| 19 | Stati Uniti (bandiera) | D     | Michelle Maemone    |
| 20 | Stati Uniti (bandiera) | D     | Mallory Weber       |
| 21 | Argentina (bandiera)   | A     | Mariana Larroquette |
| 22 | Stati Uniti (bandiera) | C     | Maddie Nolf         |
| 23 | Stati Uniti (bandiera) | D     | Kiki Pickett        |
| 24 | Stati Uniti (bandiera) | D     | Taylor Leach        |
| 25 | Stati Uniti (bandiera) | A     | Kristen Hamilton    |
| 26 | Canada (bandiera)      | C     | Jordyn Listro       |
| 27 | Stati Uniti (bandiera) | P     | Carly Nelson        |
| 28 | Stati Uniti (bandiera) | C     | Addie McCain        |
| 29 | Stati Uniti (bandiera) | D     | Kate Del Fava       |
| 66 | Australia (bandiera)   | C     | Chloe Logarzo       |
| 77 | Portogallo (bandiera)  | A     | Jéssica Silva       |
| 99 | Canada (bandiera)      | C     | Victoria Pickett    |